# Miguel Pedro Martínez Lopes
Miguel Pedro Martinez Lopes , né le 6 juillet 1912, à Rio de Janeiro, au Brésil, est un ancien joueur brésilien de basket-ball.